# Districtul Ostholstein
Districtul Ostholstein este un district administrativ german (în germană Kreis) în landul Schleswig-Holstein, Germania.

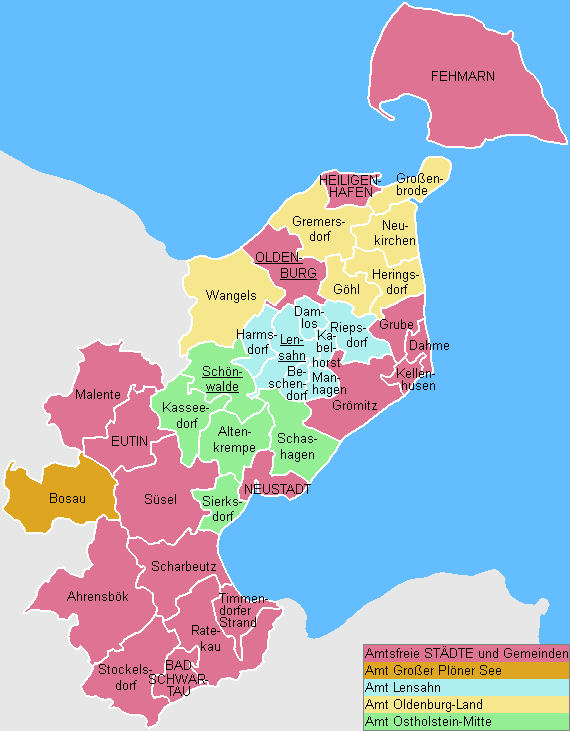
Organizarea administrativă